# سنتاویا
سنتاویا (به انگلیسی: Centavia) یک شرکت هواپیمایی صربستانی بود که در تاریخ ۲۰۰۵ میلادی تأسیس شده‌بود. دفتر مرکزی سنتاویا در بلگراد، صربستان واقع شده‌بود و قطب این شرکت هواپیمایی در فرودگاه بلگراد نیکولا تسلا قرار داشت.